# 朗格拉德縣 (威斯康辛州)
朗格拉德县（英語：Langlade County）是位於美国威斯康辛州東北部的一個縣，面積2,300平方公里。根據2020年美國人口普查統計，共有人口19,491人。縣治安蒂戈（Antigo）。該縣成立於1879年2月27日，原名為紐縣（New County），1880年2月19日改為現名；縣名紀念有「威斯康辛之父」之稱的查爾斯·米歇爾·德·朗格拉德。